# (2676) Aarhus
(2676) Aarhus es un asteroide perteneciente al cinturón de asteroides descubierto el 25 de agosto de 1933 por Karl Wilhelm Reinmuth desde el Observatorio de Heidelberg-Königstuhl, Alemania.

## Designación y nombre
Aarhus se designó inicialmente como 1933 QV.
Posteriormente fue nombrado por la universidad y ciudad danesa de Aarhus.

## Características orbitales
Aarhus está situado a una distancia media de 2,403 ua del Sol, pudiendo alejarse hasta 2,71 ua y acercarse hasta 2,096 ua. Su excentricidad es 0,1278 y la inclinación orbital 4,557 grados. Emplea 1361 días en completar una órbita alrededor del Sol.

## Características físicas
La magnitud absoluta de Aarhus es 12,7.